# Nordmende

Logo de Normende

Nordmende es una compañía alemana creadora de electrodomésticos de consumo. Actualmente es propiedad de One S.p.A.
Desde 2022, la marca NordMende es propiedad de Talisman Brands, Inc. d/b/a Established.

## Historia

### El inicio a Dresda

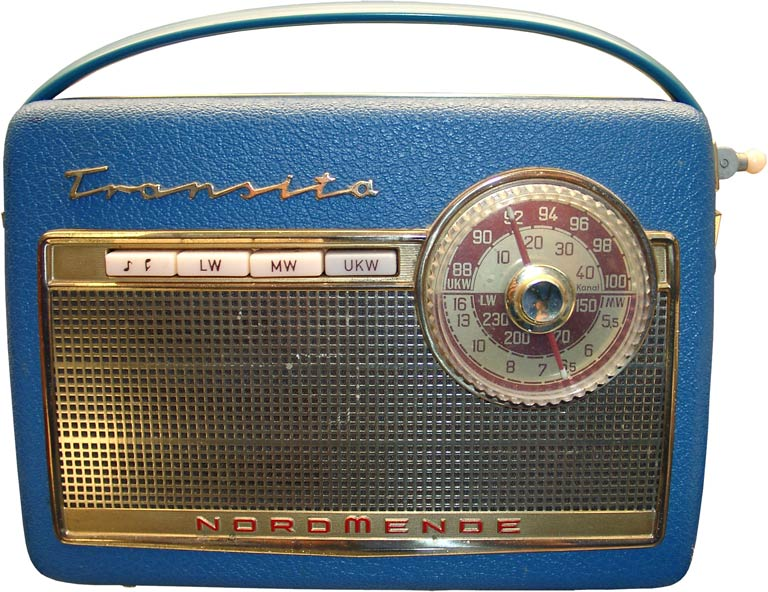
Radio a transistor Nordmende modelo Transita de los años sesenta

Fue fundada en 1923 en Dresde por Otto Hermann Mende con el nombre de Radio H. Mende & Co., como creadores de equipos de radio.
En los años 30, Nordmende se convierte en el tercer productor nacional de equipos de radio con alrededor 200.000 aparatos producidos por año y con una cuota de mercado del 10% en Alemania, y exportados al extranjero, en países como Gran Bretaña, Italia, Escandinavia y Estados Unidos. En plena Segunda Guerra Mundial, Mende produjo armas para la Wehrmacht. Aunque Finalmente en este conflicto la fábrica acabó destruida a causa de los largos e intensivos bombardeos aliados que destruyeron la ciudad de Dresde.
En 1947, Martin Mende en la ciudad de Bremen dio vida a una nueva sociedad denominada "Norddeutsche Mende-Rundfunk GmbH", de donde naceria la marca Nordmende.

### Años 70
En los años setenta los televisores Nordmende se hicieron famosos por su estructura innovadora y por los rigurosos test de calidad que tenían el producto. Pero estos factores de excelencia representaron para la compañía altos costes en material de producción y de competitividad sobre el mercado.

### 1977/78: venta a la Thomson
En el 1978, la familia Mende cedió su compañía a la empresa Technicolor. En los años ochenta, las actividades de la Empresa Nordmende se vieron unidas con otras dos compañías alemanas de electrónica, que serían Telefunken y SABA,
Luego Nordmende se dividiría en dos, Norddeutsche Mende Rundfunk KG y Nordmende Vertriebs GmbH & Co. La producción de la Deutschen Elektronik-Werke GmbH (DEWEK), de la Süddeutschen Elektronikwerke GmbH (SEWEK), forman la producción SABA. 
Finalmente en los años 80 DEWEK con la compañía Norddeutschen Elektronikwerke GmbH (NEWEK), y Telefunken-Produktionsgesellschaft, formarían la  Elektronik-Werke Deutschland GmbH (EWD).EWD se converteria más tarde en Thomson Television Germany GmbH (TTG).
Otras sociedades como la Nordmende Vertriebs GmbH & Co. oHG, la Nordmende Verkaufs GmbH, se Unirían en Nordmende International GmbH y luego dividiría en European Consumer Electronics GmbH (ECE) para la exportación de la marca Nordmende. Nordmende International GmbH fue vendida a la Thomson Consumer Electronics S.A. de París, divenendo a Thomson Consumer Electronics GmbH.

### Años 2000
La marca Nordmende hace su reaparición sobre el mercado europeo de la electrónica en 2007, cuando es adquirido por la multinacional india de electrónica y electrodomésticos Videocon, con los televisores CRT, plasma y LCD y los lectores DVD, producidos en el establecimiento italiano de Anagni.
En 2011 se dio la noticia que la marca Nordmende fue adquirida por la empresa italiana QBell de Udine para comercializar televisores LCD de propia producción.
En el 2012 la marca Nordmende, para Italia, España y Francia es exclusiva de la compañía One S.P.A partir de los productos con tecnología LED y LCD que fueron distribuidos a partir de mayo de 2012.
En el 2014 la Twenty s.r.l. de Roma obtiene el mandato oficial para la distribución de productos de la marca NORDMENDE.

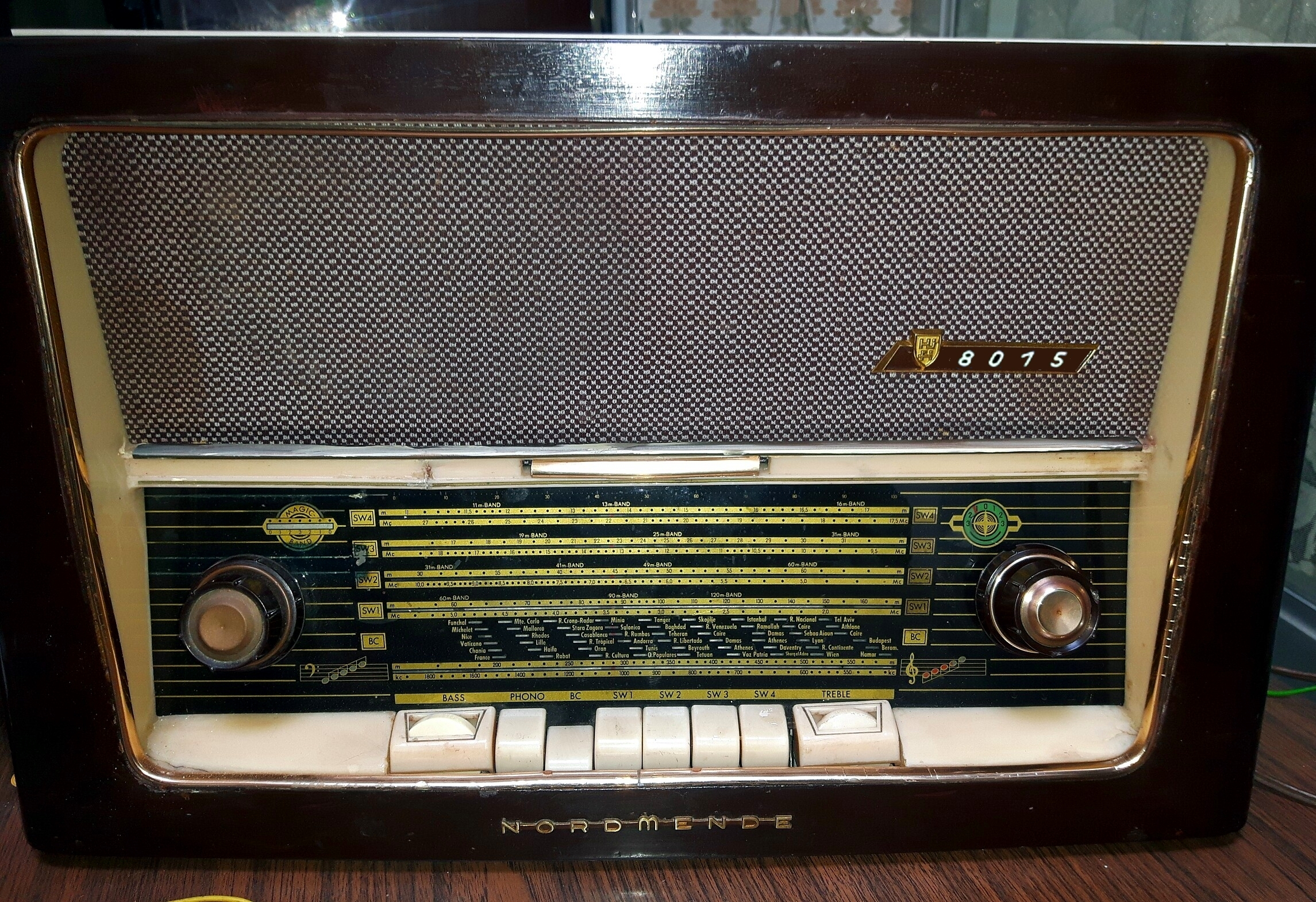
NORDMENDE 8015

## Galería de imágenes

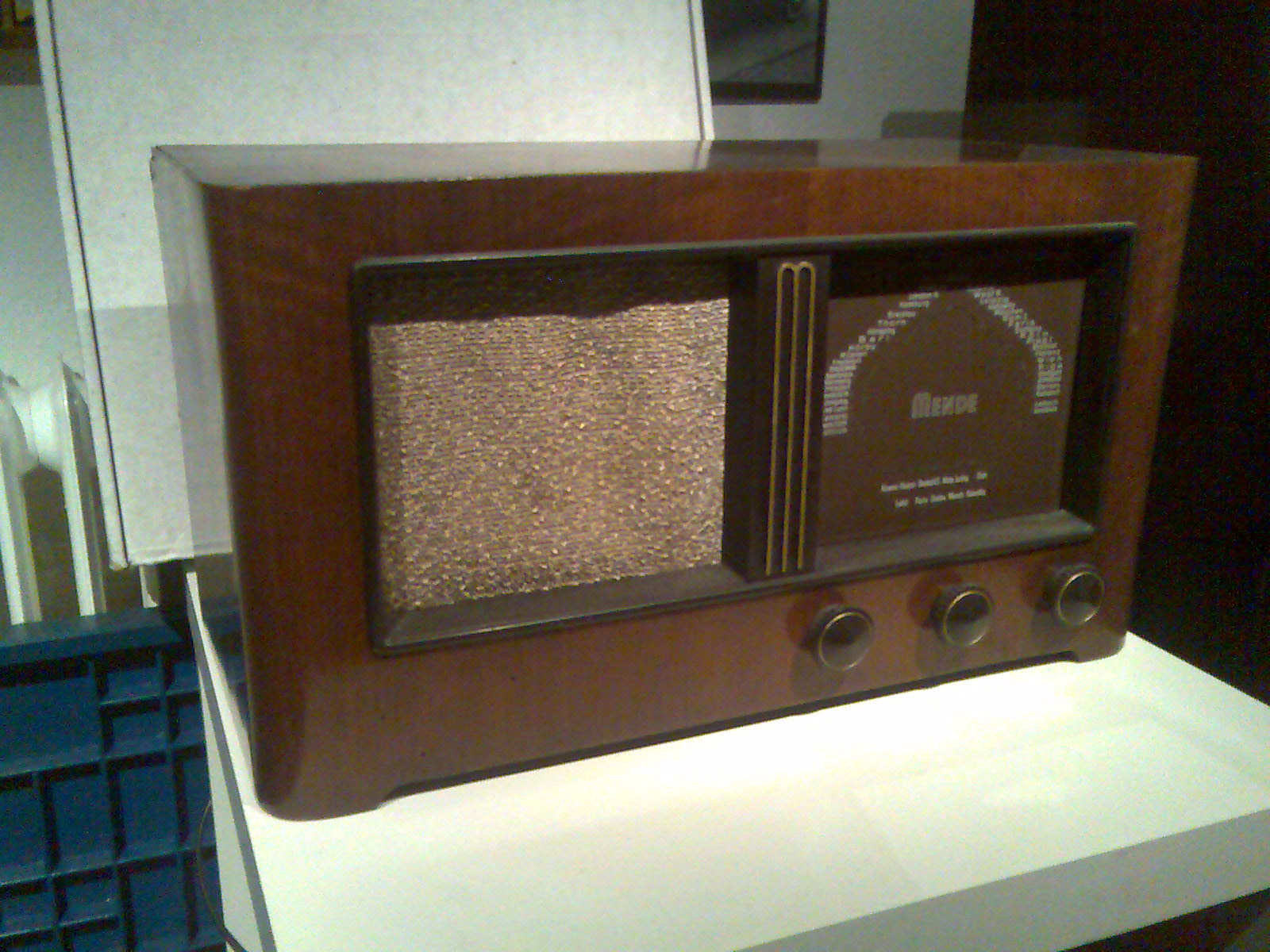
Radio 147 W, 1938
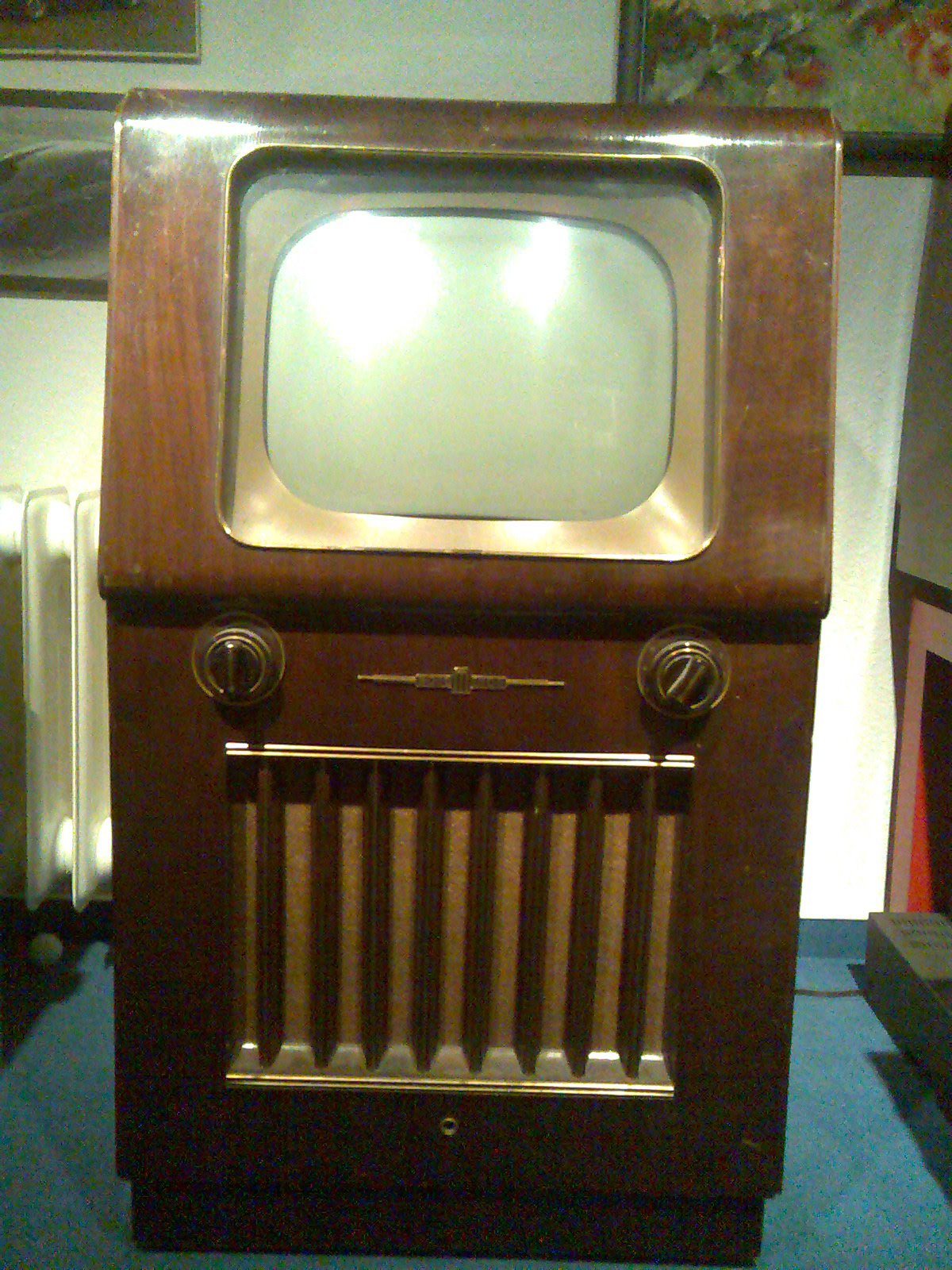
Televisor Panorama, 1953
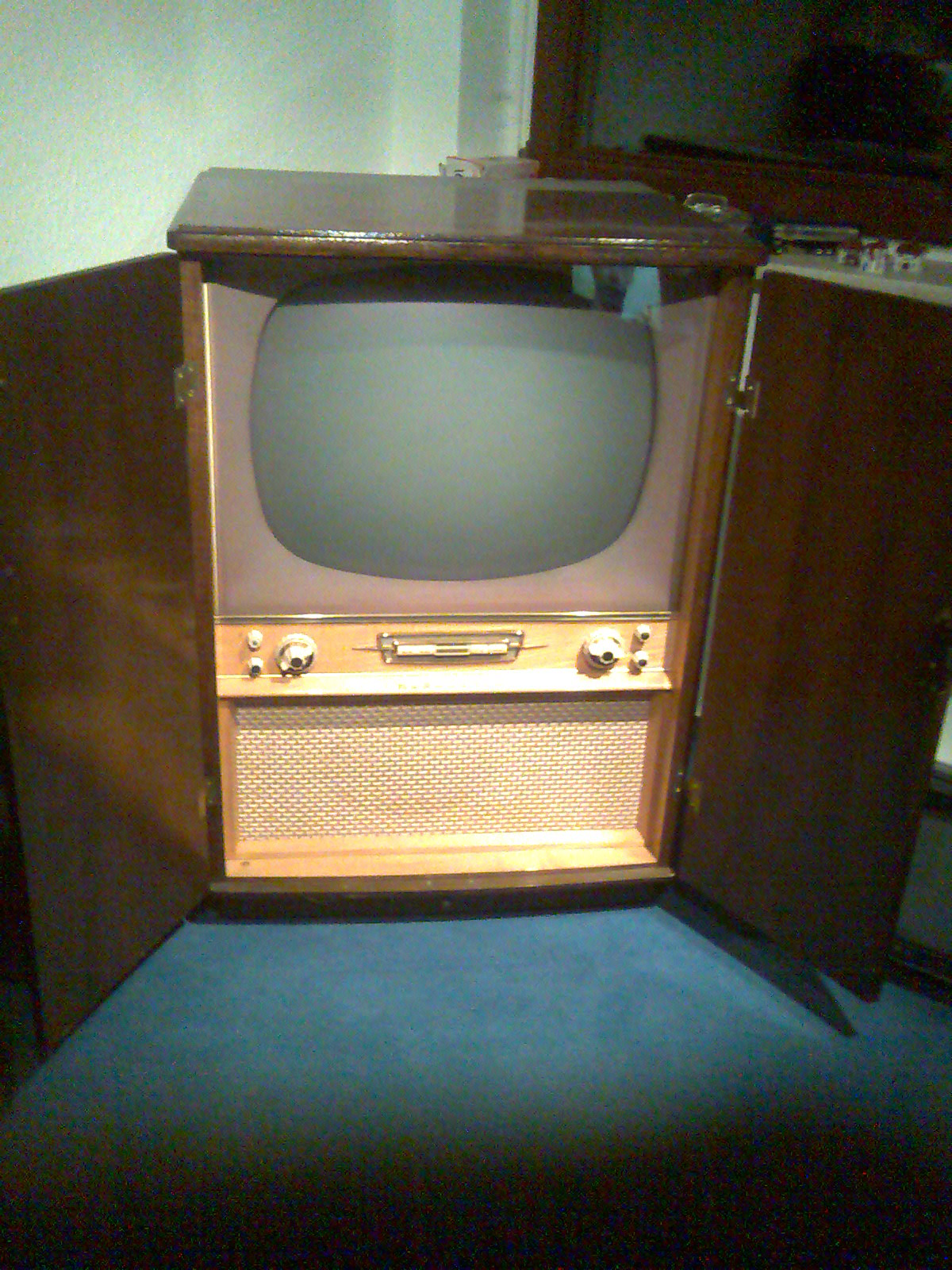
Televisor Souverän 59, 28 mayo 1958
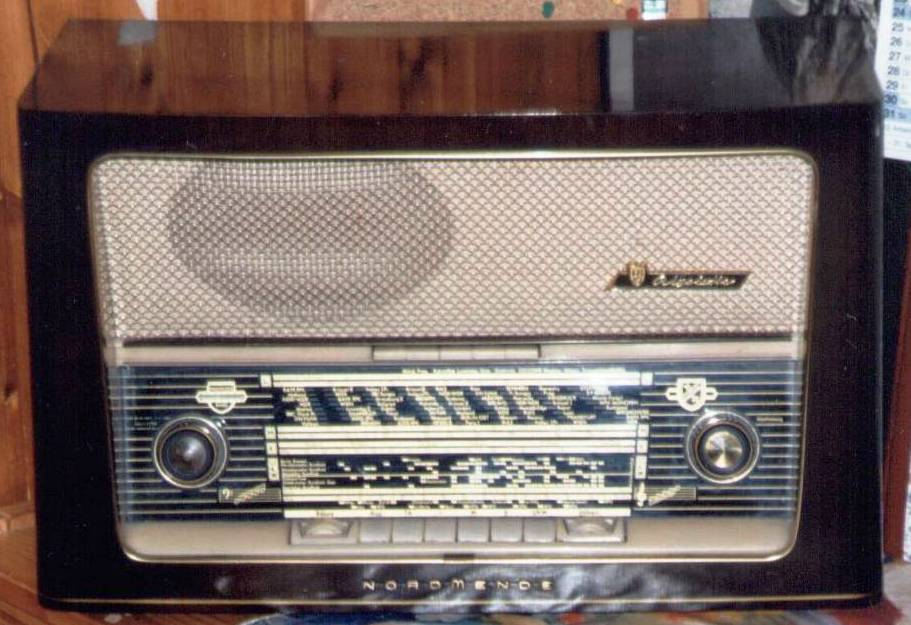
Nordmende Rigoletto
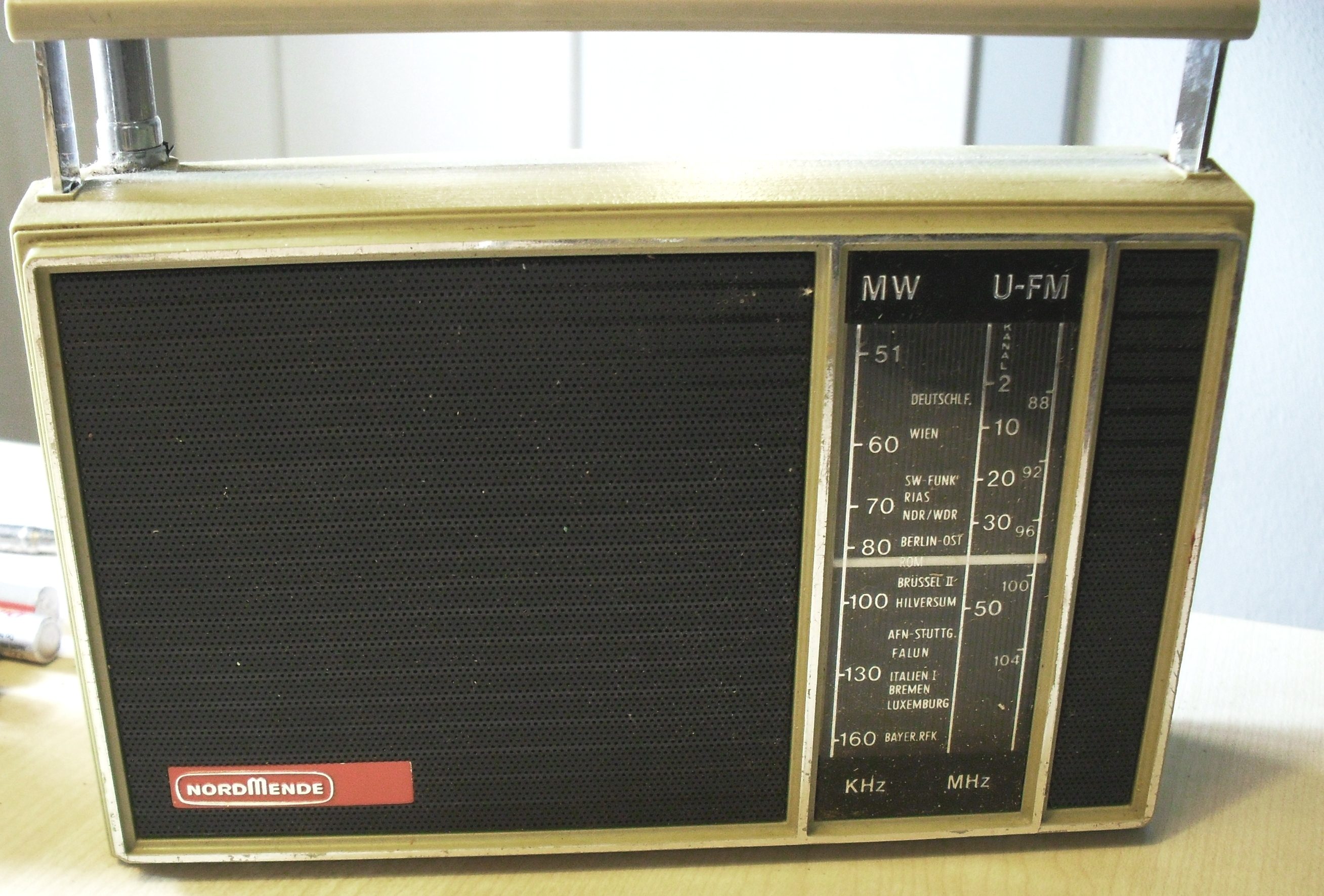
Radiotransistor Clipper, 1966-68
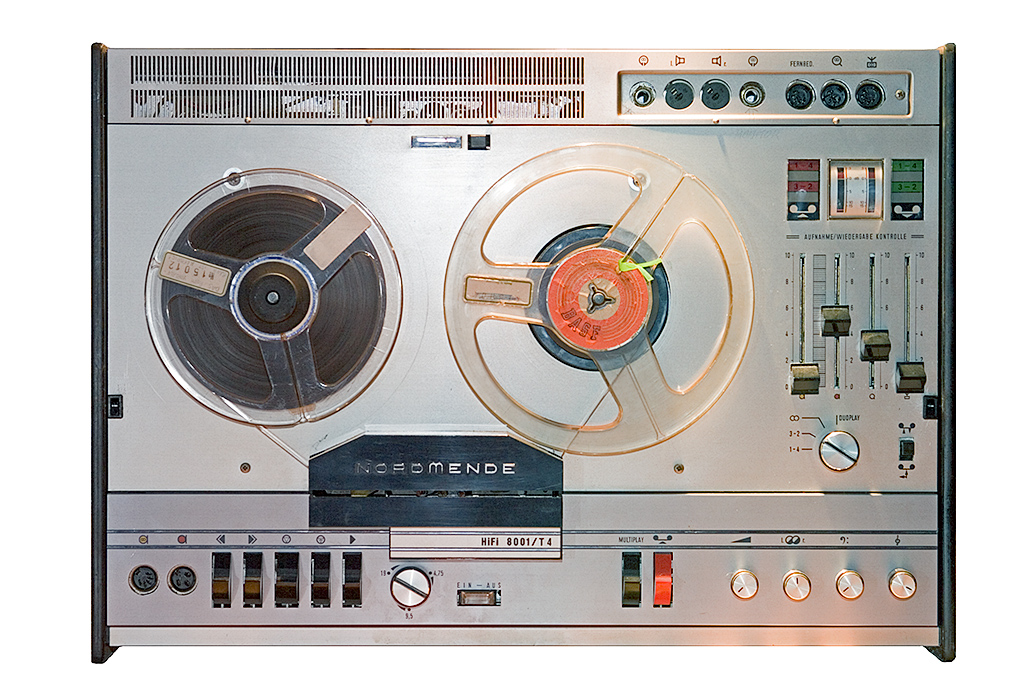
Registrador a bobinas
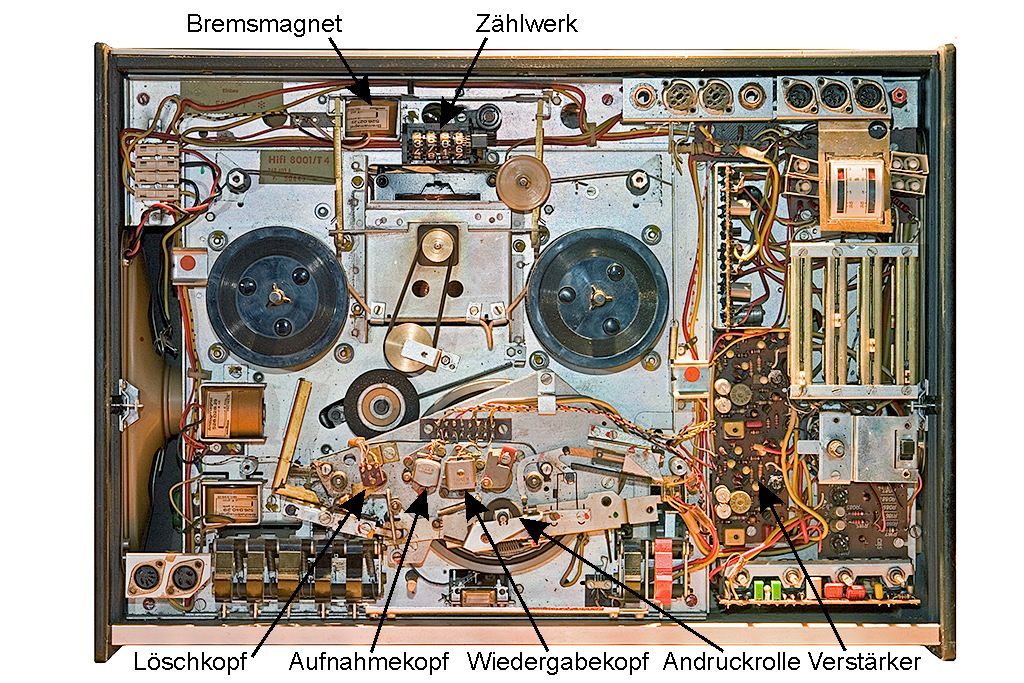
Registrador a bobinas (vista interior)
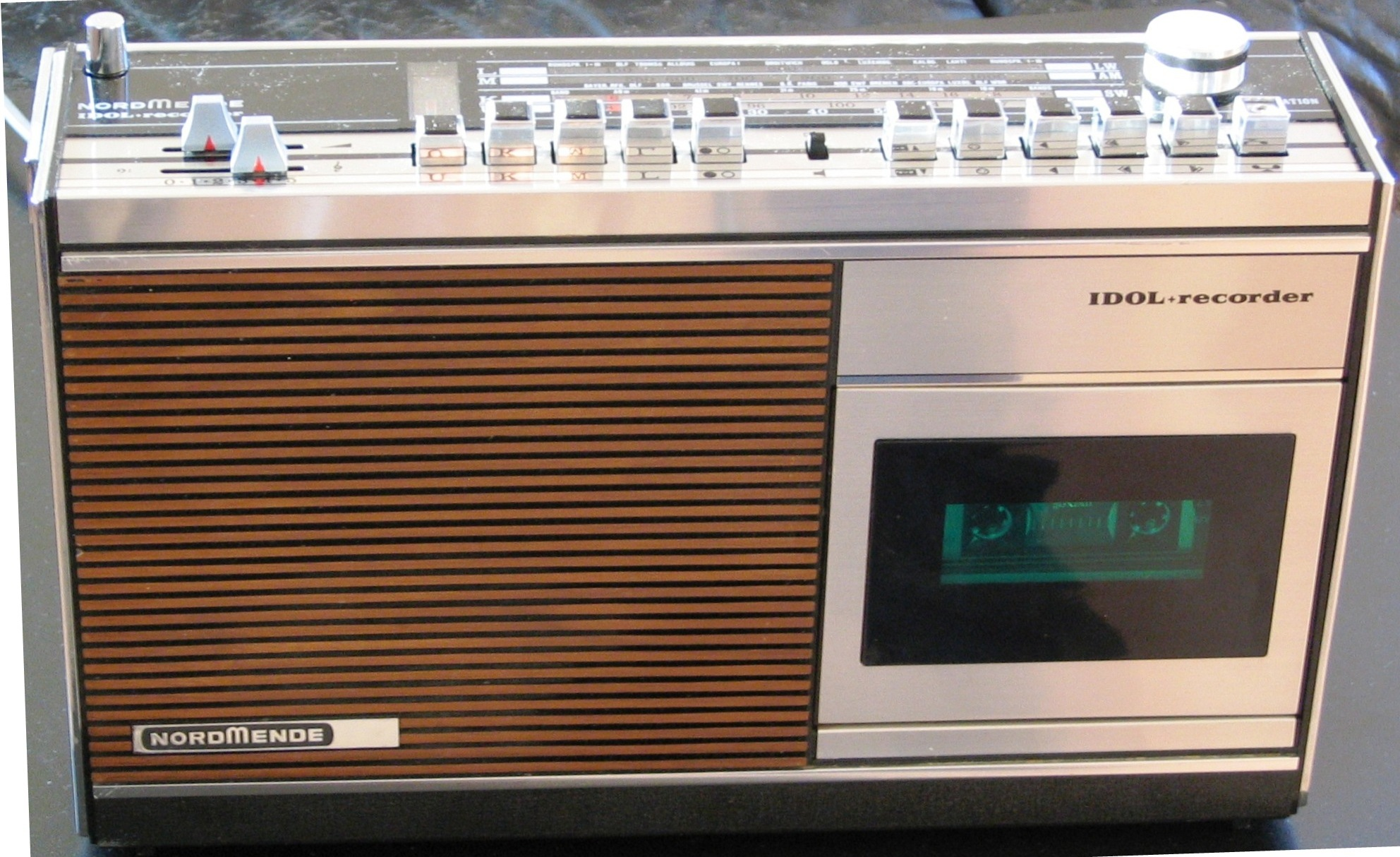
Radioregistratore IDOL+recorder 115A, 1973
Televisor a colores Color 6840, años'70